# Tettigidea
Tettigidea är ett släkte av insekter. Tettigidea ingår i familjen torngräshoppor.

## Dottertaxa tillTettigidea, i alfabetisk ordning[1]
- Tettigidea acuta
- Tettigidea angustihumeralis
- Tettigidea annulipes
- Tettigidea arcuata
- Tettigidea armata
- Tettigidea australis
- Tettigidea bruneri
- Tettigidea chapadensis
- Tettigidea chichimeca
- Tettigidea corrugata
- Tettigidea costalis
- Tettigidea cuspidata
- Tettigidea empedonepia
- Tettigidea glabrata
- Tettigidea granulosa
- Tettigidea guatemalteca
- Tettigidea hancocki
- Tettigidea imperfecta
- Tettigidea intermedia
- Tettigidea lateralis
- Tettigidea mexicana
- Tettigidea multicostata
- Tettigidea neoaustralis
- Tettigidea nicaraguae
- Tettigidea nigra
- Tettigidea paratecta
- Tettigidea plagiata
- Tettigidea planovertex
- Tettigidea planus
- Tettigidea prorsa
- Tettigidea pulchella
- Tettigidea scudderi
- Tettigidea spicatoides
- Tettigidea steinbachi
- Tettigidea subaptera
- Tettigidea tecta
- Tettigidea trinitatis